# European Petroleum Survey Group Geodesy
Die European Petroleum Survey Group Geodesy (EPSG) war eine Arbeitsgruppe der europäischen Öl- und Gaserkundungsunternehmen. Sie wurde 1986 gegründet und hat ihren Sitz in London. 2005 wurde sie durch das Surveying and Positioning Committee der International Association of Oil & Gas Producers (OGP) abgelöst. Die EPSG wurde durch ihr System weltweit eindeutiger Schlüsselnummern geodätischer Datensätze (EPSG-Codes) bekannt.

## EPSG-Code
Der EPSG-Code ist ein System weltweit eindeutiger, 4- bis 5-stelliger Schlüsselnummern (SRIDs) für Koordinatenreferenzsysteme und andere geodätische Datensätze, wie Referenzellipsoide oder Projektionen. Es wird unter gleichem Namen von der Nachfolgeorganisation OGP weitergeführt. Die Informationen zu den EPSG-Codes liegen in einer Online-Datenbank vor.
Neben Koordinatenreferenzsystemen werden auch andere geodätische Informationen, wie Umrechnungen zwischen verschiedenen Referenzsystemen, geodätische Daten, Gültigkeitsgebiete und Einheiten mit Codenummern versehen. Die Schlüssel sind dabei nur in der jeweiligen Kategorie eindeutig.
Die einzelnen Objekte verweisen hierarchisch aufeinander. Beispielsweise setzt sich das projizierte Koordinatenreferenzsystem EPSG:31466 (Gauß-Krüger, Zone 2) aus dem geodätischen Datum EPSG:6314 (Deutsches Hauptdreiecksnetz) und der Kartenprojektion EPSG:16262 zusammen. Das Datum basiert wiederum auf dem Bessel-Ellipsoid (EPSG:7004). Die Projektion wird durch die Angabe des Algorithmus EPSG:9807 (Transversale Mercatorprojektion) und entsprechende Parameter wie false easting und zentralem Meridian bestimmt.

### Beispiele
| Code  | Koordinatenreferenzsystem          | Bemerkung                                                                 |
| ----- | ---------------------------------- | ------------------------------------------------------------------------- |
| 2056  | CH-1903+ / LV95                    | Schweizer Landeskoordinaten, Landesvermessung 1995                        |
| 3857  | WGS 84 / Pseudo-Mercator           | Google Maps, OpenStreetMap und andere Kartenanbieter im Netz.             |
| 4326  | WGS-84 / Geographische Koordinaten | weltweites System für GPS-Geräte, OpenStreetMap Datenbank                 |
| 21781 | CH-1903 / LV03                     | Schweizer Landeskoordinaten, Landesvermessung 1903                        |
| 25832 | ETRS89 / UTM Zone 32N              | von 6° O bis 12° O - Fläche: Deutschland (W+M) + Österreich (W) + Schweiz |
| 25833 | ETRS89 / UTM Zone 33N              | von 12° O bis 18° O - Fläche: Deutschland (O) + Österreich (M+O)          |
| 31466 | DHDN / Gauß-Krüger Zone 2          | Fläche: Deutschland - westlich von 7,5° O                                 |
| 31467 | DHDN / Gauß-Krüger Zone 3          | Fläche: Deutschland - von 7,5° O bis 10,5° O                              |
| 31468 | DHDN / Gauß-Krüger Zone 4          | Fläche: Deutschland - von 10,5° O bis 13,5° O                             |
| 31469 | DHDN / Gauß-Krüger Zone 5          | Fläche: Deutschland - von 13,5° O bis 16,5° O                             |

#### Deutschland
Die in Deutschland gebräuchlichen Gauß-Krüger-Zonen 2 bis 5 des Deutschen Hauptdreiecksnetzes haben die EPSG-Codes 31466 bis 31469.
In den neuen Bundesländern wurde mit dem Gauß-Krüger-Koordinatensystem und dem Krassowski-Ellipsoid gearbeitet. Die EPSG-Codes lauten hier EPSG:2398 für Gauß-Krüger (4. Streifen Krassowski 3 Grad) und EPSG:2399 für Gauß-Krüger (5. Streifen Krassowski 3 Grad).
Die UTM-Zonen des Europäischen Terrestrischen Referenzsystems ETRS89 32N und 33N haben die EPSG-Codes 25832 und 25833.
Für die ortsbezogenen Datensätze zu den Testreferenzjahren (TRY) des deutschen Wetterdienst wird der EPSG-Code 3034 verwendet.
In Deutschland fand bei den Landesvermessungsämtern seit den 1990er-Jahren der Übergang zum UTM-System unter Bezug auf das ETRS89(-System) mit dem GRS80-Ellipsoid statt. Bayern war zum Jahreswechsel 2018/2019 eines der letzten Bundesländer, welches die Umstellung vollzogen hat. Entsprechend sind andere EPSG-Codes zu verwenden.

#### WGS 84 (EPSG:4326)
Der wohl am häufigsten verwendete EPSG-Code ist 4326 für das World Geodetic System 1984 (WGS 84), ein weltweites geodätisches Referenzsystem, auf dessen Basis auch das Global Positioning System (GPS) arbeitet.

#### WGS 84 / Pseudo-Mercator (EPSG:3857)
Durch Google Maps fand eine einfache und effiziente Projektionsmethode Verbreitung, die mit einer gewissen Ungenauigkeit behaftet ist (das Ellipsoid wird ignoriert und die Mercator-Projektion auf die rohen WGS-84 Koordinaten angewendet). Dafür gab es einige Zeit keine etablierte Bezeichnung oder Codenummer. Zur Angabe beim Tile Map Service führte die OSGeo den Schlüssel OSGEO:41001 ein. Weiterhin wurde vom OpenLayers-Projekt die Bezeichnung EPSG:900913 verbreitet („GOOGLE“ in Leetspeak).
Schließlich sah die EPSG die Notwendigkeit für eine offizielle Schlüsselnummer. Die erste Spezifikation EPSG:3785 erwies sich als fehlerhaft (als Ausgangsellipsoid wurde eine Kugel angenommen) und wurde deshalb durch den nun offiziellen Schlüssel EPSG:3857 abgelöst.

## Anwendung
Viele Anwendungen haben die EPSG-Codes implementiert und vereinfachen damit die Verwendung geodätischer Daten. Bekannt sind das Format von PROJ.4 und das WKT-Format.
Die beiden folgenden Angaben sind gleichbedeutend, sie beschreiben die Schweizer Landeskoordinaten, EPSG:2056 im PROJ.4-Format:
```
+init=epsg:2056 +no_defs
```

```
+proj=somerc +lat_0=46.95240555555556 +lon_0=7.439583333333333 +k_0=1 +x_0=2600000 +y_0=1200000
+ellps=bessel +towgs84=674.374,15.056,405.346,0,0,0,0 +units=m +no_defs
```

Hier ein Beispiel für EPSG:2007 „St. Vincent 1945“ im WKT-Format:
```
PROJCS["St. Vincent 45 / British West Indies Grid",
   GEOGCS["St. Vincent 1945",
       DATUM["St_Vincent_1945",
           SPHEROID["Clarke 1880 (RGS)",6378249.145,293.465],
           TOWGS84[195.671,332.517,274.607,0,0,0,0],
       PRIMEM["Greenwich",0,
           AUTHORITY["EPSG","8901"]
],
       UNIT["degree",0.0174532925199433,
           AUTHORITY["EPSG","9122"]
],
       AUTHORITY["EPSG","4607"]
],
   PROJECTION["Transverse_Mercator"],
   PARAMETER["latitude_of_origin",0],
   PARAMETER["central_meridian",-62],
   PARAMETER["scale_factor",0.9995],
   PARAMETER["false_easting",400000],
   PARAMETER["false_northing",0],
   UNIT["metre",1,
       AUTHORITY["EPSG","9001"]
],
   AXIS["Easting",EAST],
   AXIS["Northing",NORTH],
   AUTHORITY["EPSG","2007"]
]
```